# 侯士敏
侯士敏（1895年—1927年），字捷庵，号成功，山西平遥营里村人。中华人民共和国政治人物。
民国二年（1913年）6月，考入平遥县师范讲习所，毕业后在净化村任小学教师。民国七年，考入汾阳县河汾中学。1922年8月，考入山西省公立法政专门学校。1924年，与李毓棠、潘恩博、张叔平、傅懋恭、纪廷梓等组成中共太原支部。后调前往莫斯科东方革命大学学习。1927年，南下参加北伐战争，在国民革命军第四方面军任广州教导团主力营营长兼党代表。同年12月，参加广州起义，任主力营营长，在与李福林部作战中阵亡。